# Malaysia Nanban
Malaysia Nanban is een Tamil-krant die uitkomt in Maleisië. Het is een van de drie dagbladen in Maleisië in die taal, naast Makkal Osai en Tamil Nesan. De broadsheet werd opgericht door Dato Sikandar Batcha Bin Abdul Majeed en verscheen voor het eerst op 1 oktober 1986. Sinds het overlijden van de oprichter, in 2006, wordt het blad geleid door zijn drie zonen. Het is de enige Tamil-krant die onafhankelijk opereert ten opzichte van politieke partijen.